# خالد قنديل
د.خالد قنديل (20 نوفمبر 1963) سياسي وكاتب ومفكر مصري، عضو مجلس الشيوخ المصري ونائب رئيس حزب الوفد، يعمل كخبير دوائي. في مجال تصنيع الأدوية وهو مؤسس شركتي هالي فارم وطيبة فارما لتصدير وتجارة وتوزيع الأدوية.

## عنه
حصل د.خالد قنديل على دبلوم علم الأمراض السريري من جامعة القاهرة عام 1989، درجة الماجستير في علم الأحياء الدقيقة من جامعة الإسكندرية، دبلوم إدارة المنظمات غير الحكومية من كلية الاقتصاد والعلوم السياسية جامعة القاهرة بالإضافة إلى درجة الليسانس في القانون من جامعة القاهرة عام 2002، يعتبر أحد رواد صناعة الدوائية في مصر والشرق الأوسط، يمتلك عدد من الشركات العاملة في مجال تصنيع وتوزيع الأدوية في مصر وليبيا والعراق، بالإضافة لكونه خبير دوائي فهو شريك مؤسس في عدد من المصانع المنتجة للمادة الدوائية، كما أنه وكيل حصري في مصر والشرق الأوسط لأهم الشركات العالمية العاملة في مجال التصنيع الدوائي.
يكتب الدكتور خالد قنديل مقال ثابت في جربدة الأهرام وجريدة الوفد وغيرهم.

## النشاط الحزبي

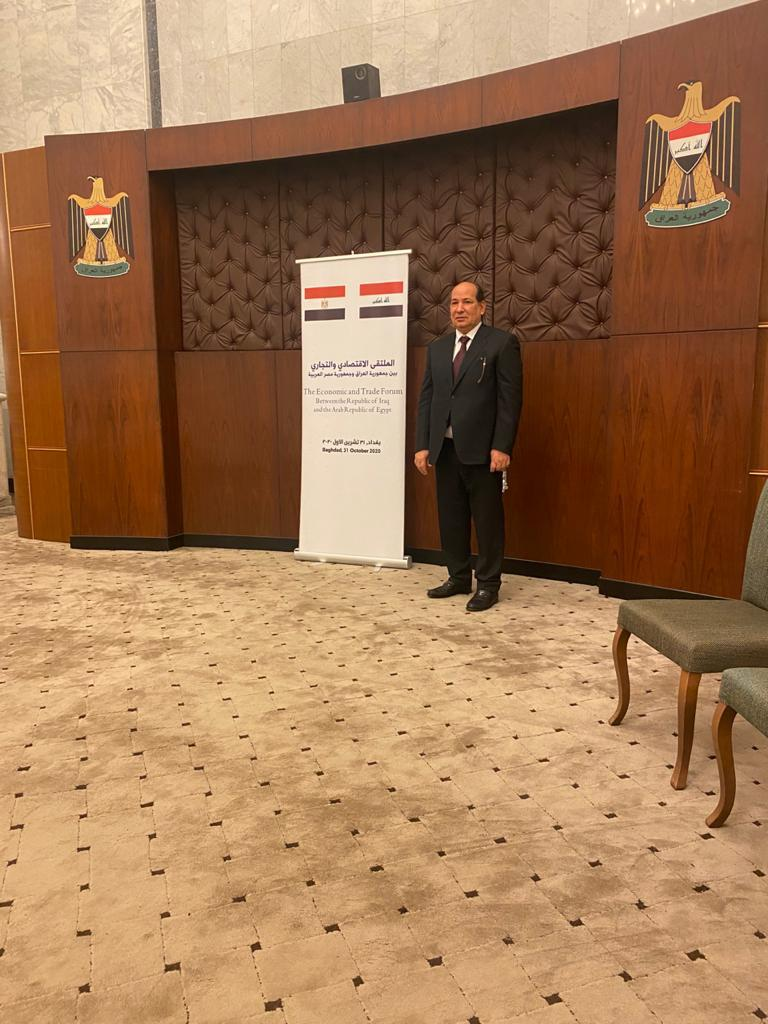
الدكتور خالد قنديل في بغداد على هامش مشاركته في الملتقى الاقتصادي والتجاري بين مصر والعراق

في 20 نوفمبر 2018 انضم د.قنديل إلى الهيئة العليا لحزب الوفد الجديد المصري بعد فوزه في انتخابات الهيئة العليا للحزب في نفس الشهر. حصل على رئاسة اللجنة العليا للشؤون الاقتصادية بالحزب، وفي فبراير 2020 أصبح د.خالد قنديل نائبًا لرئيس حزب الوفد.

## عضوية مجلس الشيوخ

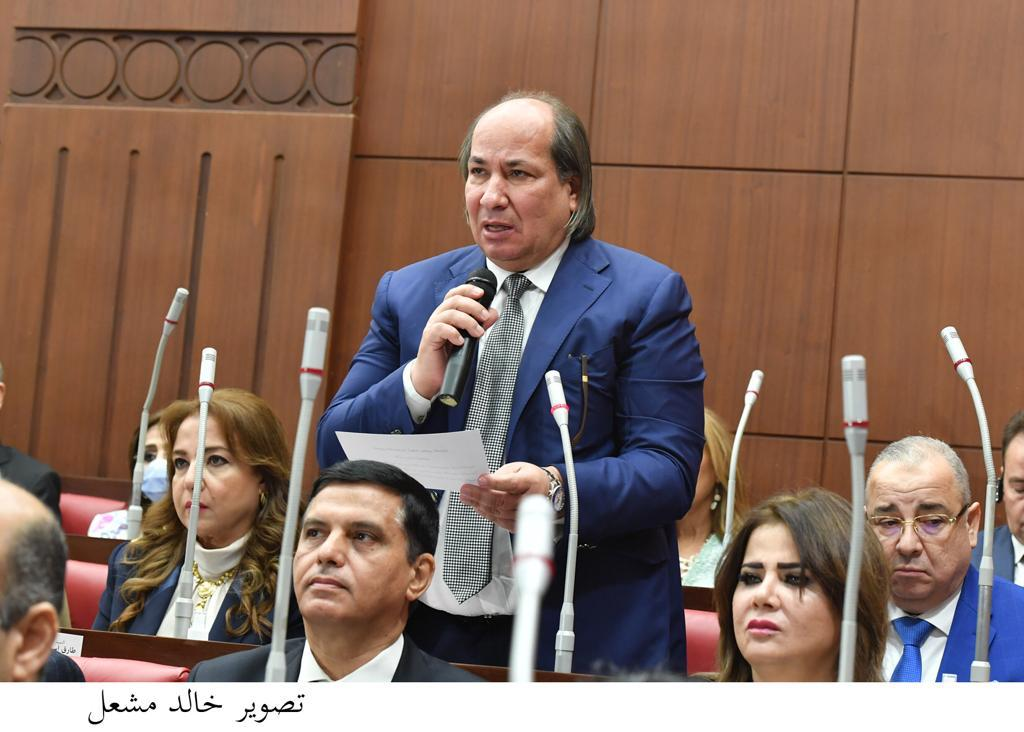
الدكتور خالد قنديل يؤدي اليمين الدستورية عضوََا بمجلس الشيوخ

في 14 أكتوبر 2020 أصدر الرئيس المصري عبد الفتاح السيسي قرارًا بتعيين الدكتور خالد قنديل عضوًا بمجلس الشيوخ ضمن 100 عضو آخرين طبقًا للدستور، وفي18 أكتوبر 2020 أدى اليمين الدستورية عضوًا بـ مجلس الشيوخ المصري.

## مؤلفاته
- كتاب «تاريخنا التشريعي.. نظرة في تشريعات حكومات الوفد (1924- 1952)»:

صدر عن مركز الأهرام للترجمة والنشر، يقدم الكتاب محاولة لرصد ملامح تجربة تشريعية طويلة لحزب الوفد، ويرصد حجم التشريعات الصادرة عن حكومات الوفد المختلفة، للوقوف على دور الحزب الكبير في الحياة السياسية على مدار نحو مائة عام، وملامح كفاحه في سبيل رخاء شعب ورفاهية أمة، من خلال سبعة فصول، تبدأ بالوزارة الوفدية الأولى، ثم الثانية، مروراً بعودة مصطفى النحاس، وعصبة الأمم، وقوانين حماية الشعب، والوفد والتغييرات العالمية، وما قبل سنوات الجلاء، ولم يكتفِ الكتاب بالسرد، دون إسهاب أو تقصير، إنما أرفق بها ملخص صور للحظات مهمة في مسيرة الحزب، من بينها أول صورة رسمية لسعد زغلول بعد الإفراج، التي نُشرت على غلاف جريدة اللطائف المصورة، وأخرى مع زملائه في المنفى، ولقطة لمصطفى النحاس يخطب في ميدان المحطة بالإسكندرية، وكذلك وهو يلقى بيان الوفد داخل البرلمان، وقيادات حركة شباب مصر الوفدى.
عناوين فصول الكتاب السبع:
الفصل الأول عنوانه: الوزارة الوفدية الأولى واندرج تحته: الثورة تحكم، الوفد والحركة العمالية، سعد أو الثورة، عام من الاضطرابات،
الفصل الثاني تحت عنوان: وزارة الوفد الثانية واندرج تحته: النحاس رئيسًا، التعليم حقٌ للجميع، حكومة الأقلية تحكم.
الفصل الثالث اشتمل على عنوان عودة مصطفى النحاس وضم: وزارة النحاس الثانية، وزارة الوفد الثالثة، عودة الحياة البرلمانية.
الفصل الرابع عنوانه: عصبة الأمم وانتظم تحته: الوزارة الخامسة، حقيقة حادث 4 فبراير، وزارة النحاس الخامسة.
الفصل الخامس هو الوزارة الوفدية السابعة وتضمن تحته: الوفد وحماية الفلاحين، الوفد والسلطة القضائية، تمصير الدين العام.
الفصل السادس ابرز مبادئ ميثاق الأطلنطي وكانت عناوينه الفرعية: الوزارة الثامنة، انصاف العمال والموظفين، الوفد وتطوير التعليم، حماية صغار الملاك، الوفد ومكافحة الحفاء.
الفصل السابع والأخير تحت عنوان: إلغاء معاهدة 1936 وتطرق إلى معركة القنال.
- كتاب «الوفد الجديد- حكاية نصف قرن (1952 إلى 2000)»

صدر عن مطابع الأهرام، جاء في 5 فصول أساسية، مع ملحق صور لمجموعة من المشاهد النادرة للقيادات الوفدية، يسلط الكتاب الضوء على مجموعة من التفاعلات ذات «الصبغة الحزبية» في توقيت تخطو فيه الدولة المصرية نحو الجمهورية الجديدة بمؤسسات برلمانية وحزبية وسياسية، فجاء الحديث والتأصيل لفترة هامة في تاريخ الحياة السياسية والحزبية والحركة الوطنية المصرية بالبلاد، في توقيت مناسب تماما، خلال مرحلة يثري فيها البرلمان بغرفتيه الأولى للنواب والثانية للشيوخ، الحياة السياسية المصرية، مساهماً في نقل صورة واضحة لتاريخ حزب الوفد العريق خلال الفترة من 1952 حتى 2000 بعد ثورة 23 يوليو.
عناوين فصول الكتاب الخمسة:
أولها «الصراع مع يوليو»، وتضمن تحته: اشتراكية الوفد واشتراكية يوليو، والهجوم على الوفد، ومحاكمة فؤاد سراج الدين، ومشاهد من المهزلة، وأسرار قضية جمصة، وشهادة الهلالى.
الفصل الثاني تطرقت إلى «أيام النحاس الأخيرة»، ويضم عناوين مثل: هكذا بدأت تصفية الوفد وسنوات الصمت والعزلة واعتقالات بعد الجنازة.
الفصل الثالث هو «أيام السادات والوفد» واندرج تحته: حزب الوفد الجديد، والباشا يفضح الاتهامات، وتأسيس حزب الوفد الجديد، وإعلان الحرب على الوفد، والوفد وأحداث سبتمبر، ولقاء مع مبارك.
الفصل الرابع اشتمل على عنوان عريض «تاريخ العمل الوطني»، وضم: فلسفة الوفد في العمل ومعارك الديمقراطية، وإصدار جريدة الوفد والمقابلة الأخيرة مع سراج الدين.
الفصل الخامس تحت عنوان:«وثائق وفدية» وانتظم تحته: خطاب فؤاد سراج الدين بمناسبة عيد الجهاد الوطنى وكلمة مبارك بمناسبة يوم الجهاد، واستجواب نواب الوفد لوزير الإعلام، واستجواب على سلامة لزكى بدر وزير الداخلية.